# Alexandre Pato
Alexandre Rodrigues da Silva (Pato Branco, Paraná, Brazil, 2. rujna 1989.), u svijetu nogometa poznat kao Alexandre Pato ili samo Pato, brazilski je nogometaš, koji trenutačno igra za São Paulo. Njegov nadimak "Patak" (portugalski Pato), dolazi od imena rodnog grada, Pato Branco, u prijevodu "bijeli patak".
Alexandre Pato općenito je smatran jednim od najperspektivnijih svjetskih nogometaša, no njegovu su karijeru obilježile i brojne ozljede.

## Životopis
Pato je debitirao za prvu momčad Internacionala 26. studenog 2006. postigavši pogodak u 2. minuti. Na istoj je utakmici zabilježio i dvije asistencije, a kod zamjene u 57. minuti s terena je ispraćen ovacijama publike. Internacional je pobijedio Palmeiras 4:0. Već 13. prosinca zaigrao je na Svjetskom klupskom prvenstvu u Japanu te je bio najbolji igrač polufinala protiv egipatskog Al Ahlyja. Igrao je i finale protiv Barcelone, koje je Internacional dobio rezultatom 1:0.
Nakon ovog natjecanja, glas o sedamnaestogodišnjem "čudu od djeteta" proširio se cijelim svijetom, te su mladiću počele stizati ponude najvećih europskih klubova, među ostalim Milana, Juventusa, Intera, Benfice, Liverpoola, Chelseaja i Arsenala.
U siječnju 2007. Pato je, kao član mlade brazilske reprezentacije, bio najbolji igrač i strijelac U-20 prvenstva Južne Amerike. Dobro je igrao i na U-20 FIFA Svjetskom prvenstvu u srpnju u Kanadi, no Brazil je u osmini finala ispao od Španjolske. Časopisi "Match!" i "World Soccer" su ga, u rujnu 2007., proglasili najvećim talentom svjetskog nogometa.
Pato je 2. kolovoza 2007. potpisao petogodišnji ugovor s Milanom, koji je njegovom matičnom klubu isplatio iznos od oko 15 milijuna eura. Mladi Brazilac je godišnje zarađivao oko 2 milijuna eura, a pravo nastupa stječe tek 2008. jer u trenutku potpisa još nije imao 18 godina, te, kako nije građanin Europske unije, nije mogao biti registriran. Debitirao je u prijateljskoj utakmici protiv kijevskog Dinama 7. rujna 2007. i postigao pogodak. Prvu službenu utakmicu u dresu rossonera odigrao je 13. siječnja 2008. Milan je pobijedio Napoli rezultatom 5:2, a Pato je u svom debiju igrao svih 90 minuta i postigao pogodak. Također je pogodak postigao i u debiju za Brazil, 26. ožujka 2008., u pobjedi 1:0 nad Švedskom. S Milanom je osvojio Scudetto u sezoni 2010./11., te talijanski superkup 2011. godine.
U zimskom prijelaznom roku 2013. preselio je u brazilski Corinthians za iznos od 15 milijuna eura.  U zimu 2014. Pato odlazi na posudbu iz Corinthiansa u São Paulo.
Dana 29. siječnja 2016. Pato odlazi na šestomjesečnu posudbu u londonski Chelsea.
Pato je u srpnju 2016. godine prešao iz Corinthiansa u Villarreal, potvrdio je sportski direktor brazilskoga kluba.
Kineski klub Tianjin Quanjian je potpisao Pata u siječnju 2017., nakon šest mjeseci od prelaska u Žutu podmornicu.
Pato s brazilskom reprezentacijom ima dvije olimpijske medalje: broncu iz Pekinga i srebro iz Londona.

## Vanjske poveznice
- Alexandre Pato na službenoj stranici Facebooka